# Košice
Košice (njemački: Kaschau, mađarski: Kassa, latinski: Cassovia) je drugi najveći grad Slovačke. Zemljopisno leži na istoku zemlje na rijeci Hornád na jugu Košicke kotline. Košice imaju oko 235.000 stanovnika i površinu 242,77 km2 i središte je pokrajine Košice, Ustavnog suda (svk: Ústavný súd), tri sveučilišta i različitih dijeceza.

## Demografija
| Godina:     | 1994.   | 2004.   | 2014.   | 2024.   |
| ----------- | ------- | ------- | ------- | ------- |
| Broj ljudi: | 239 927 | 235 006 | 239 464 | 223 678 |
| Razlika:    |         | −2,05 % | +1,89 % | −6,59 % |

| Godina:     | 2023.   | 2024.   |
| ----------- | ------- | ------- |
| Broj ljudi: | 225 044 | 223 678 |
| Razlika:    |         | −0,60 % |

U gradu Košice živi 234.781 stanovnika (2005). Prema narodnosti većinu stanovnika čine Slovaci (89,1%), a od nacionalnih manjina najznačajnije skupine su: Mađari (3,8%), Romi (2,1%) i Česi (1,2%). Prema vjeri većina stanovnika izjašnjava se katolicima (58,3%), a ostale najznačajnije vjerske zajednice su: pravoslavna zajednica (7,6%) i luteranska zajednica (5,6%). Oko 19.4% izjašnjava se ateistima.

## Gradovi prijatelji
| - Budimpešta, Mađarska - Bursa, Turska - Cottbus, Njemačka - Miskolc, Mađarska - Niš, Srbija - Ostrava, Češka - Plovdiv, Bugarska - Raahe, Finska | - Rzeszów, Poljska - Sankt Peterburg, Rusija - Uzhhorod, Ukrajina - Verona, Italija - Vysoké Tatry, Slovačka - Wuppertal, Njemačka - Debrecen, Mađarska |

## Vanjske poveznice
- Stranice grada Košice

### Ostali projekti
|  | Zajednički poslužitelj ima još gradiva o temi Košice |